# Frieda Plew
Emma Frieda Plew (* 15. September 1887 in Tilsit; † 23. Juli 1974 in Schwerin) war eine deutsche Pädagogin und Malerin.

## Leben
Frieda Plew war eine Tochter des Oberlehrers am Tilsiter Gymnasium Friedrich Hermann Plew und dessen Frau Emilie Friede Emma Plew, geb. Knauff. Nach dem Schulbesuch in Tilsit machte Frieda Plew 1909 das Examen zur Zeichenlehrerin an der Kunstakademie Breslau. 1909/10 folgten Kopf- und Aktstudien in den „Studienateliers für Malerei und Plastik“ – der Lewin-Funcke-Schule – in Charlottenburg bei Lovis Corinth und Martin Brandenburg.
Ab 1912 war sie als Kunsterzieherin und zudem als Turnlehrerin an verschiedenen Schweriner Schulen tätig, etwa an der Fritz-Reuter-, der Gerhart-Hauptmann- und der Bergschule. Studienreisen mit Hans Licht führten sie 1920–1928 nach Stargard, Feldberg und ins Lipperland, 1930–1939 weitere Studienfahrten mit Paul Könitzer (* 1881), einem Lehrer der Lewin-Funcke-Schule, ins Allgäu, nach Ostpreußen, in die Rhön, nach Jugoslawien, in den Spreewald und ins Riesengebirge. Ab 1953 übte sie keine schulische Tätigkeit mehr aus. Sie wirkte nunmehr als freischaffende Künstlerin. Ihr Schaffen bestand in Ölgemälden, Aquarellen, Zeichnungen, Blumendarstellungen, Porträts und Landschaften. 
Werke Frieda Plews befinden sich im Stadtarchiv Schwerin sowie in Schweriner und Rostocker Museen. Zur „800-Jahr-Feier Schwerins“ wurden Frieda Plew und ihr Malerkollege Wilhelm Facklam 1959 vom Stadtarchiv beauftragt, die Vorlagen für Mappen mit Lichtdrucken von Ansichten Schwerins zu fertigen. Frieda Plew erstellte eine Mappe mit Ansichten des alten Schwerins, während Facklams Mappe das neue Schwerin zum Thema hatte.

## Werke (Auswahl)
- Mühle bei Lankow (1914)[3]
- Pinnower See (1930)
- Watzmann im Morgennebel (1953)
- Alter Bauernhof in Mueß bei Schwerin (1955)
- Fischer beim Netzeflicken (1955)
- Im Zittauer Gebirge (1956)
- Beim Dreschen (1958)
- Landwirt Hacker
- Konsistorialrat Lindemann
- Prof. Dr. Robert Beltz (1953)
- Sterbende Sonnenblume[3]
- Wolken und Berge und Flieder, Aquarelle[5]
- Birkenstämme, Amaryllis, Sonnenblumen, Herbstblumen, alle Tempera[5]
- Stadtarchiv Schwerin (Hrsg.): Alt-Schwerin – 12 Lichtdrucke nach Bleistiftzeichnungen C. G. Röder, Leipzig 1960 (Hrsg. zur 800-Jahr-Feier Schwerins)[3][4]

## Ausstellungen
- 1945: Schwerin, Landesmuseum („Jahresschau 1945 der Kunstschaffenden aus Mecklenburg-Vorpommern“)[5]
- 1958: Schwerin, Haus des Kulturbundes („Frieda Plew. Landschaft, Porträt, Blumen aus den Jahren 1912–1958“)